# Áquila (província)
A província de Áquila é uma província italiana da região de Abruzos com cerca de 303 500 habitantes, densidade de 60 hab/km². Está dividida em 108 comunas, sendo a capital Áquila.
Faz fronteira a norte com província de Teramo, a este com província de Pescara e província de Chieti, a sul com a região Molise (província de Isérnia) e a oeste com o Lácio (província de Frosinone, província de Roma, província de Rieti).